# Военная кафедра

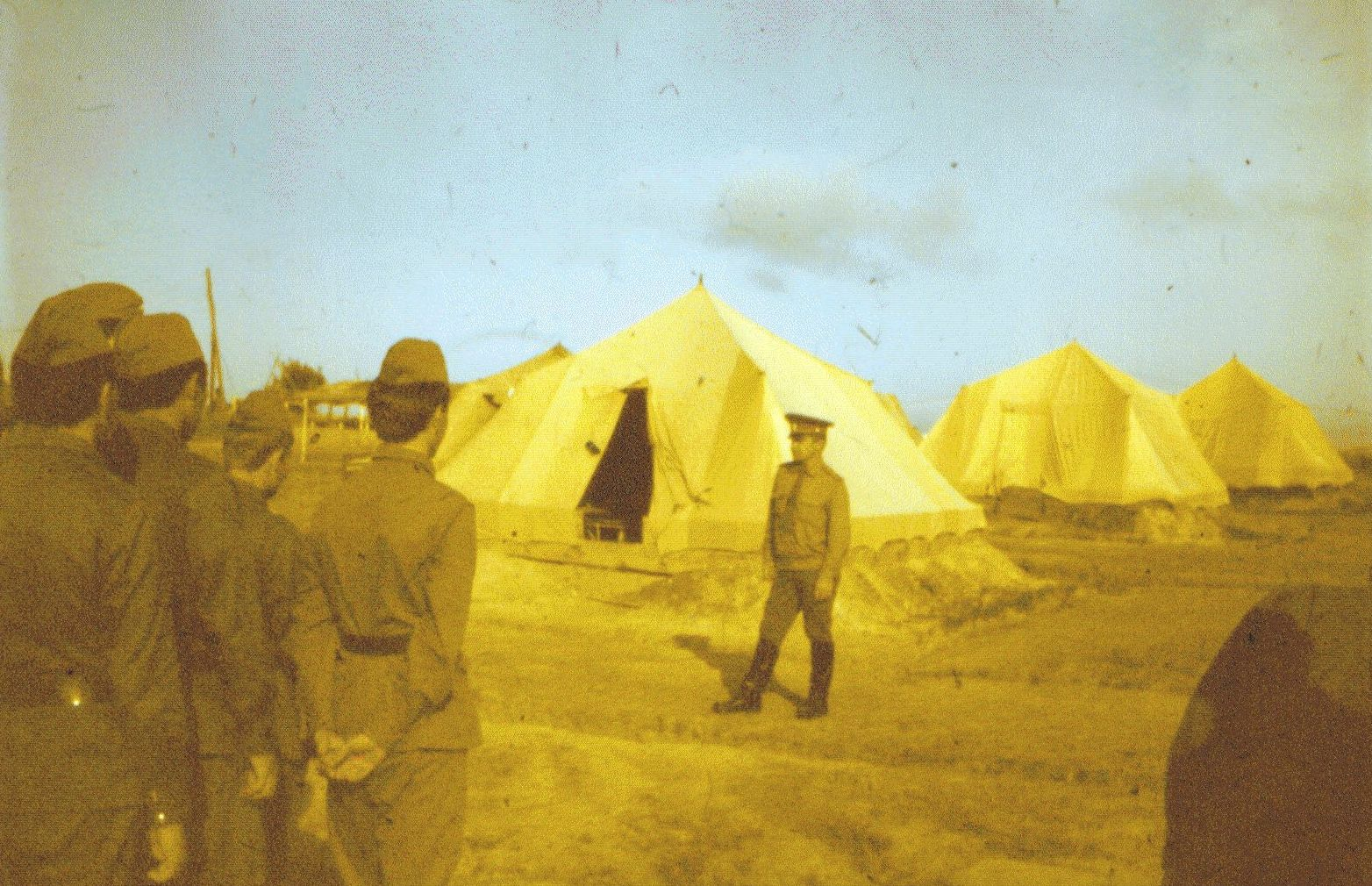
Военные сборы студентов (курсантов) военной кафедры, палаточный лагерь, ВС СССР, 1986 год.

Вое́нная ка́федра — учебное формирование вооружённых сил (ВС) государства при гражданском высшем учебном заведении или техникуме, для подготовки военнослужащих категории офицер (ранее в РККА — командир, начальник), сержант или рядовой для родов войск (сил) видов ВС, спецвойск и служб Вооружённых Сил Союза (ВС СССР), позднее России и других постсоветских государств, равнозначное (по статусу) высшему и среднему военно-учебным заведениям.
Так же:
1. в прямом смысле, кафедра при высшем учебном заведении гражданского профиля, обеспечивающая военную подготовку граждан по программам подготовки офицеров запаса (слушателей, студентов и учащихся)[2];
2. в широком смысле, наличие у гражданского учебного заведения права на подготовку специалистов (ВУС) для вооружённых сил по военно-учётным специальностям (офицеров запаса).

Военная кафедра — обобщённое понятие, включающее в себя разные типы организации структурного учебного формирования при образовательных учреждениях, отвечающих за военную (военно-морскую) подготовку:
- военно-учебный кабинет;
- военное отделение;
- цикл военной подготовки;
- военная кафедра (ВК);
- военный факультет (ВФ);
- факультет военного обучения (ФВО);
- учебный военный центр (УВЦ);
- военно-учебный факультет.

С 1 января 2019 года, когда вступили в силу поправки, содержащиеся в Федеральном законе от 03.08.2018 года №309-ФЗ, военные кафедры, факультеты военного обучения, учебные военные центры были упразднены. С этого момента единственной формой учебного подразделения, осуществляющего военную подготовку среди студентов гражданского вуза в России, является военный учебный центр. В военных учебных центрах реализуется как программа подготовки офицеров запаса, так и программа подготовки офицеров для военной службы по контракту. По состоянию на 13 марта 2019 года в России существовали военные учебные центры при 93 гражданских вузах.

## История
«В целях сокращения срока непрерывной службы в кадровом составе РККА граждан, окончивших высшие учебные заведения и техникумы, а также облегчения подготовки из них среднего начальствующего состава и квалифицированных работников предприятий военного времени, признать необходимым ввести в вузах и техникумах высшую допризывную подготовку, начиная с 1926—1927 учебного года».— Из постановления ЦИК и СНК Союза ССР, от 20 августа 1926 года.
Высшие учебные заведения Союза ССР традиционно занимали особое место в системе подготовки военно-обученного мобилизационного запаса средних командиров (начальников) для Вооружённых Сил СССР. Подготовка комначсостава запаса из числа студентов (слушателей) высших учебных заведений и техникумов началась в 1926 году, во время реформы ВС Союза ССР. Именно 20 августа этого года Постановлением ЦИК и СНК СССР для учащихся ВУЗов и техникумов была установлена высшая допризывная подготовка, на которую отводилось 180 часов теоретической и два месяца практической подготовки на сборах в военных лагерях. Студенты (слушатели), окончившие ВУЗы и техникумы и прошедшие в них высшую допризывную подготовку, служили в РККА 9 месяцев, а в РККФ 12 месяцев. После прохождения действительной военной службы успешно сдавшие экзамены увольнялись в запас в качестве среднего комначсостава Союзных вооружённых сил.
Военные учебные формирования при гражданских учреждениях впервые в мире появились в высших учебных заведениях Союза ССР во второй половине 1920-х годов. В соответствии с постановлением ЦИК и СНК СССР с началом 1926—27 учебного года начались занятия по военной подготовке (ВП) при 135 вузах (ссузах) с 238 факультетами и ими было охвачено около 80 000 студентов в СССР. Среди высших учебных заведений, в которых были созданы такие формирования были: МГИМО МИД СССР, МВТУ им. Н. Э. Баумана и МГУ им. М. В. Ломоносова и другие. В 1930 году решением СНК СССР и ЦК ВКП(б) в системе ЦУДорТранс НКПС СССР были организованы в пяти городах Союза автомобильно-дорожные институты (сокращённое название): в Москве (МАДИ), Ленинграде (ЛАДИ), Саратове (САДИ), Харькове (ХАДИ) и Омске (СибАДИ) для подготовке высококвалифицированных инженеров-дорожников, мостовиков, механиков и автомобилистов. Одновременно ВУЗы должны были решать не менее ответственную задачу — готовить на военных кафедрах при них офицеров запаса для ВС СССР, поскольку профили подготовки гражданских специалистов, по которым шла подготовка в автодорожных институтах, полностью совпадали с их военно-учётными специальностями.
На 22 июня 1941 года были военные факультеты при следующих гражданских высших учебных заведениях (количество обучаемых студентов на ВФ):
- Московский институт инженеров связи (300);
- Харьковский гидрометеорологический институт (200);
- Московский институт физической культуры (200);
- 2-й Московский медицинский институт (300);
- Харьковский медицинский институт (300);
- Саратовский медицинский институт (300);
- Московский педагогический институт иностранных языков (240);
- Институт востоковедения город Москва (200);
- Московский нефтяной институт (300);
- Московская государственная консерватория (30).

Впоследствии они стали создаваться и при многих гуманитарных учебных заведениях. Целью создания подобных формирований была подготовка учащихся учебных заведений в качестве младших командиров Красной Армии, а впоследствии и Советской Армии, как офицеров запаса, способных в военное время быть призванным в ряды вооружённых сил и занять должность младшего командира.
Первоначально на военных кафедрах готовились младшие офицеры общего профиля. В дальнейшем, в связи с развитием различных родов войск (сил), спецвойск (спецслужб) и видов вооружённых сил, с внедрением в ВС СССР достижений современной техники, подготовка младших офицеров происходила уже по конкретным военно-учётным специальностям, в том числе и военные политработники.
Подготовленные в высших учебных заведениях СССР до 1941 года младшие офицеры запаса в годы Великой Отечественной войны в определённой мере заполнили должности младших командиров и политработников при мобилизации. Этот опыт в дальнейшем был сочтен удачным, и в послевоенное время подготовка младших офицеров запаса в учебных заведениях СССР была ещё более развита.
С 1960-х годов военные кафедры при ВУЗах имелись в 497 из примерно 890 функционировавших в послевоенном Союзе ССР ВУЗов (в самом конце 1980-х число военных кафедр сократили до 441).
С начала 1990-х годов подготовка младших офицеров запаса в высших учебных заведениях начала сворачиваться. В результате реформирования Вооружённых Сил России в 2008 году сохранилось лишь несколько десятков высших учебных заведений.
С 2014—15 учебного года около 8 000 студентов ВУЗов России объявили о готовности пройти военную подготовку по новым программам, подготовленными Генштабом ВС России, по новой системе военной подготовки военнослужащих запаса, которая базируется теперь на межвузовских центрах военной подготовки и их филиалах при ВУЗах, создаваемых на базе существующих 68-ми ВК при учебных заведениях. Продолжительность военподготовки зависит от военно-учётной специальности и нужно будет учиться на:
- офицера запаса — 30 месяцев;
- сержанта (старшину) запаса — 24 месяца;
- солдата (матроса) запаса — 18 месяцев.

С 2015 года в российских гражданских вузах шёл процесс создания новых военных кафедр. В 2015 году их было 70, в 2016 году — 75, в 2017 году — 87. В августе 2018 года был подписан федеральный закон, который с 2019 года упразднил все военные кафедры в российских гражданских вузах, преобразовав их в военные учебные центры.

## Качество подготовки младших офицеров в гражданских учебных заведениях
Военная подготовка не является основной для учащихся гражданского вуза. По этой причине соответствующие чисто военные дисциплины воспринимаются как второстепенные и, как следствие, младшие офицеры запаса, выпускаемые военными кафедрами, уступают кадровым офицерам, подготавливаемым в военных училищах. Однако, некоторые[кто?] считают, что общий образовательный уровень таких офицеров запаса существенно выше, чем образовательный уровень выпускников военных учебных заведений, что даёт им возможность быстрее адаптироваться в военной обстановке. В нескольких случаях выпускники военных кафедр смогли существенно повысить обороноспособность страны.

## Призыв на военную службу выпускников военных кафедр
В зависимости от потребностей Вооружённых Сил СССР офицеры запаса — выпускники военных кафедр могли быть призваны на военную службу. В 1970-х — 1980-х годах призыв таких лиц был наиболее значителен в связи с недостатком кадровых офицеров. В современной России офицеры запаса призывались на военную службу до 2008 года. В настоящее время офицеры запаса не призываются на военную службу, однако они могут быть призваны на бессрочную службу по мобилизации, краткосрочные военные сборы, а также добровольно заключить контракт о прохождении военной службы.

## Влияние военной кафедры на систему образования
В СССР существовал и в современной России существует принцип всеобщей воинской обязанности. Это означает, что любой гражданин может быть призван на действительную военную службу, за исключением отдельных категорий граждан.
В ранние годы СССР на военную службу могли быть призваны лица, вне зависимости от их занятий, в том числе и учащиеся учебных заведений. Позже таким лицам стала предоставляться отсрочка от призыва на военную службу до окончания образования. Такая отсрочка предоставляется и поныне, однако после окончания учебного заведения его выпускники могут быть призваны на военную службу.
Лица же, окончившие военную кафедру и получившие звание младшего офицера, как правило, уже не призывались на военную службу. Вследствие этого, учебные заведения, имевшие военные кафедры, пользовались приоритетом у абитуриентов, поскольку давали возможность избежать военной службы.
Особенно явно это проявляется в современной России: учебные заведения, имеющие военную кафедру, пользуются наибольшим спросом. Конкурс при поступлении в такие учебные заведения много выше, чем в другие, а следовательно, они могут выбирать лучших из лучших абитуриентов. Таким образом, наличие военной кафедры лишь в отдельной части учебных заведений приводит к заведомо нечестной конкуренции между учебными заведениями. В результате этого, учебные заведения, не имеющие военной кафедры, вынуждены принимать абитуриентов, изначально подготовленных хуже, что отражается на качестве образовательного процесса. С другой стороны, учебные заведения, имеющие военную кафедру и, получая, благодаря этому, лучших абитуриентов, могут в меньшей степени заботиться об имидже учебного заведения и качестве образования.

## Учебные военные центры в российских вузах
Появившиеся в 2008 году учебные военные центры при гражданских образовательных учреждений отличались от военных кафедр и факультетов военного обучения тем, что на них готовят не офицеров запаса, а офицеров-контрактников. Лица, поступавшие в учебный военный центр подписывали контракт о том, что они обязуются после окончания обучения в вузе, отслужить в обязательном порядке вооружённых силах не менее 3 лет (на действительной военной службе). Таким образом, на базе гражданского учебного заведения осуществляется подготовка не офицеров запаса, а кадровых офицеров вооружённых сил.
В связи с принятием Федерального закона от 03.08.2018 № 309-ФЗ, Постановления Правительства Российской Федерации от 03.07.2019 № 848 и Распоряжения Правительства Российской Федерации от 13.03.2019 № 427-р учебные военные центры были упразднены (как и военные кафедры и факультеты военного обучения); начиная с 2019 года подготовка как офицеров запаса, так и офицеров-контрактников среди студентов осуществляется исключительно в новообразованных при 93 гражданских вузах военных учебных центрах.

## В мире
Приблизительные аналоги российских военных кафедр существуют и в других государствах. Так, в США действует система корпусов подготовки офицеров запаса, ориентированная на студентов гражданских вузов. Аналогичная американской система существует также в Великобритании и ряде других стран.